# Pierre Reverdy
Pierre Reverdy (13 de setembro de 1889 — 17 de junho de 1960) foi um poeta francês associado ao Surrealismo e, principalmente, ao Cubismo, do qual se tornou o principal teórico em sua transposição para a Literatura após a morte de Apollinaire.

## Citações
"A natureza é natureza, não poesia. É a reação dela sobre a compleição de alguns seres que produz a poesia."
"A imagem é uma criação pura do espírito. Ela não pode nascer de uma comparação, mas da aproximação de duas realidades mais ou menos distantes."
"Não conheço exemplo de uma obra que tenha inspirado menos confiança em seu autor do que a minha. Também. Aceito aqui que ela talvez seja apenas um testemunho de impotência."
"A ética é a estética de dentro."

## Trabalhos

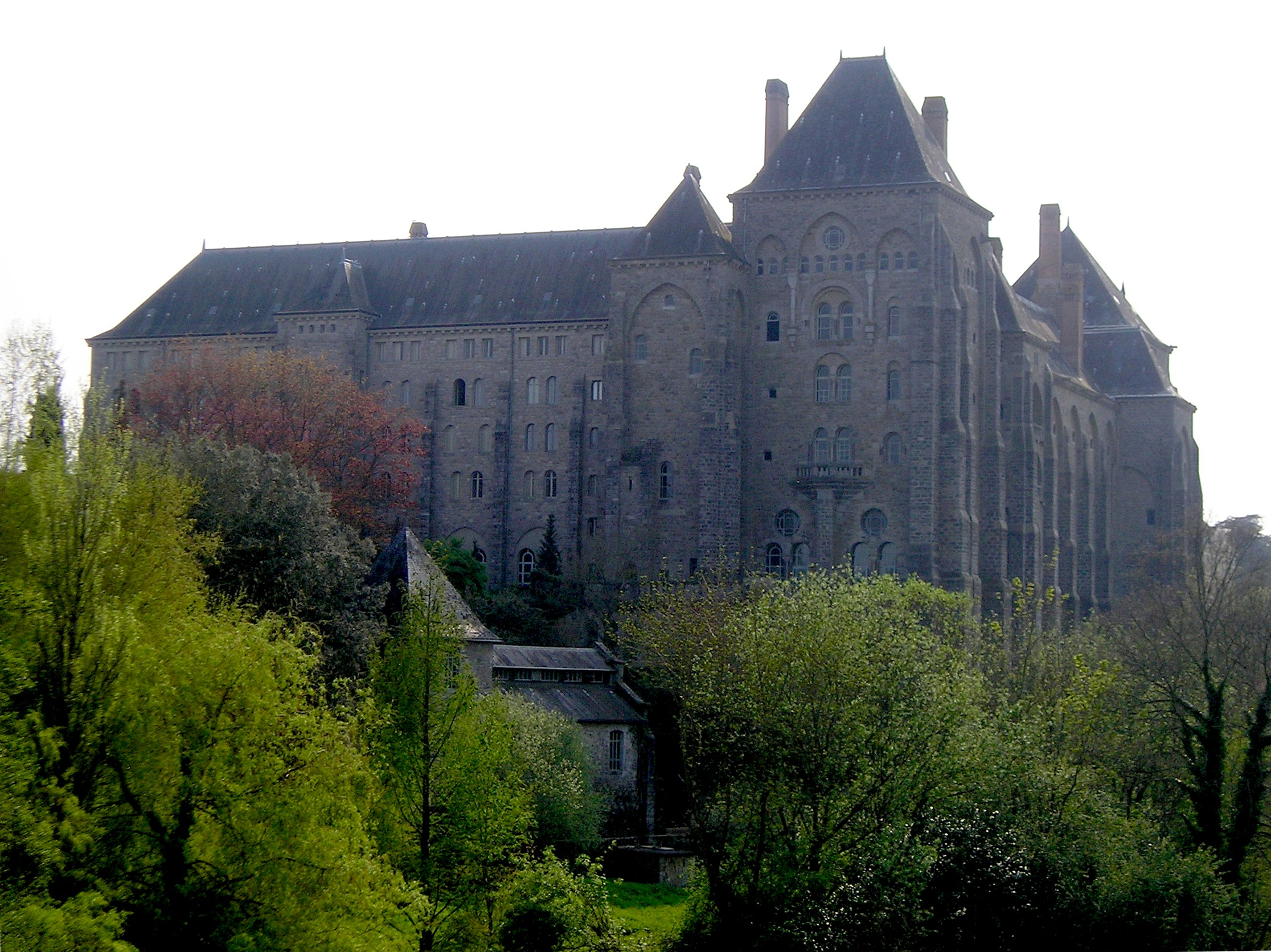
Abadia de São Pedro, Solesmes

- 1915    Poèmes en prose (Paris, Imprimerie Birault).
- 1916    La Lucarne ovale (Birault).
- 1916    Quelques poèmes (Birault).
- 1917    Le Voleur de Talan, roman (Avignon, Imprimerie Rullière).
- 1918    Les Ardoises du toit, illustrated by Georges Braque (Birault).
- 1918    Les Jockeys camouflés et période hors-texte, (Imprimerie F. Bernouard).
- 1919    La Guitare endormie, (Imprimerie Birault).
- 1919    Self defence. Critique-Esthétique. (Birault).
- 1921    Étoiles peintes, (Paris, Sagittaire).
- 1921    Cœur de chêne, (Éditions de la Galerie Simon).
- 1922    Cravates de chanvre, (Éditions Nord-Sud).
- 1924    Pablo Picasso et son œuvre, em Pablo Picasso (Gallimard).
- 1924    Les Épaves du ciel (Gallimard).
- 1925    Écumes de la mer, (Gallimard).
- 1925    Grande nature (Paris, Les Cahiers libres).
- 1926    La Peau de l'homme, (Gallimard).
- 1927    Le Gant de crin (Plon).
- 1928    La Balle au bond, (Marseille, Les Cahiers du Sud).
- 1929    Sources du vent, (Maurice Sachs éditeur).
- 1929    Flaques de verre (Gallimard).
- 1930    Pierres blanches, (Carcassonne, Éditions d'art Jordy).
- 1930    Risques et périls, contes 1915-1928 (Gallimard).
- 1937    Ferraille (Brussels).
- 1937    Preface for Déluges by Georges Herment (José Corti).
- 1940    Plein verre (Nice).
- 1945    Plupart du temps, poèmes 1915-1922, which collects Poèmes en prose, Quelques poèmes, La Lucarne ovale, Les Ardoises du toit, Les Jockeys camouflés, La Guitare endormie, Étoiles peintes, Cœur de chêne et Cravates de chanvre (Gallimard, reedited in 1969 in the « Poésie » series).
- 1945    Preface for Souspente by Antoine Tudal (Paris, Éditions R.J. Godet).
- 1946    Visages, (Paris, Éditions du Chêne).
- 1948    Le Chant des morts, (Tériade éditeur).
- 1948    Le Livre de mon bord, notes 1930-1936 (Mercure de France).
- 1949    Tombeau vivant, Dulce et decorum est pro patria mori, in Tombeau de Jean-Sébastien Galanis (Paris, imprimé par Daragnès).
- 1949    Main d'œuvre, poèmes 1913-1949, which collects: Grande nature, La Balle au bond, Sources du vent, Pierres blanches, Ferraille, Plein verre and Le Chant des morts and adds Cale sèche and Bois vert, (Mercure de France).
- 1950    Une aventure méthodique, (Paris, Mourlot).
- 1953    Cercle doré, (Mourlot).
- 1955    Au soleil du plafond, (Tériade éditeur).
- 1956    En vrac (Monaco, Éditions du Rocher).
- 1959    La Liberté des mers, (Éditions Maeght).
- 1962    À René Char, (Alès, P. A. Benoît, poème épistolaire tiré à 4 ex.)
- 1966    Sable mouvant, (Paris, L. Broder éditeur).